# Biološko orožje
Biološko orožje je vsako bojno sredstvo v obliki patogenega organizma ali njegovega toksina, namenjeno za povzročitev obolenja ali smrti ljudi, živali ali rastlin, in se ga uvršča med orožja za množično uničevanje.
Uporabo biološkega orožja je mogoče zaslediti že pri Asircih, ki so sovražne vodnjake zastrupljali z rženimi rožički, pomembno vlogo pa je imelo v srednjem veku zaradi povzročitve epidemije črne smrti. Od druge svetovne vojne naprej ni bilo potrjenega primera o uporabi orožja. Shranjevanje, kopičenje in uporaba biološkega orožja je od leta 1972 prepovedana s Konvencijo o biološkem in toksičnem orožju. Tajno uporabo orožja s strani nacionalne države ali uporabo s strani nenacionalnih skupin se lahko obravnava kot bioterorizem.
Čeprav je v naravi prisotno veliko število kužnih oz. patogenih mikrobov, ki bi lahko povzročili bolezen ali smrt, je le majhno število uporabno za namene biološkega orožja, kar določa predvsem enostavnost pridobitve, obdelave in uporabe mikrobov, stopnja kužnosti in smrtnosti ter nedostopnost cepiva ali ustrezna dovzetnost za okužbo. V primerjavi z drugimi orožji za množično uničevanje odlikuje biološko orožje predvsem razmeroma nizka cena izdelave in oteženo odkrivanje uporabe.
Najučinkovitejši način uporabe je razpršenje aerosolnih delcev, ki vsebujejo kužne mikrobe, manj učinkovita pa je uporaba eksplozivnih naprav, okuženje oziroma kontaminacija vode in hrane ter prenos z živalskimi prenašalci bolezni oziroma vektorji.
Pri preventivi in zaščiti pred biološkim orožjem je pomembno zgodnje odkrivanje uporabe in krizno obveščanje prebivalstva ter razni zaščitni sistemi in ukrepi, tako na kolektivni oz. skupinski ravni, kot so evakuacija in karantena, kot tudi na individualni ravni, kot so zaščitne obleke in dekontaminacija.

## Zgodovina
Uporaba biološkega orožja ni novi koncept vojskovanja, kar dokazujejo številne uporabe le-tega skozi zgodovino, tako s strani držav kot tudi drugih organizacij in posameznikov. Pred 20. stoletjem se je biološko orožje uporabljalo v treh oblikah:
- zastrupljenje hrane in vode s kužnim materialom,
- uporaba mikroorganizmov, toksinov in živali (mrtvih ali živih) v oborožitvenih sistemih,
- uporaba biološko inokulirane tkanine tj. nanos kužnega materiala na obleke.

### Antični časi
Uporabo biološkega orožja je mogoče zaslediti že pri Asircih, ki so sovražne vodnjake zastrupljali z rženimi rožički, glivami rži. Homer je v Iliadi in Odiseji, junaškima epoma o Trojanski vojni, opisoval uporabo puščic, katerih konice so lokostrelci namazali s strupom. Med prvo sveto vojno v Grčiji, okoli leta 590 pr. n. št. so oblegovalci mesta Kirra zastrupljali mestne zaloge vode s strupenimi telohi. Tudi rimski vojskovodja Manij Akvilski naj bi okoli leta 130 pr. n. št. zastrupljal vodnjake obleganih mest. V 4. stoletju pr. n. št. so skitski lokostrelci mazali konice puščic s strupom kač, človeško krvjo in živalskimi iztrebki z namenom povzročitve okužb ran.
Leta 184 pr. n. št. je Hanibal v boju proti pergamonskim ladjam uporabil glinene lonce napolnjene s strupenimi kačami, ki so bili odvrženi na palubje sovražnih ladij. Leta 198 je mesto Hatra odbilo napad rimske vojske, ki jo je vodil Septimij Sever, s pomočjo uporabe glinenih loncev napolnjenih z živimi škorpijoni, ki so jih odvrgli na sovražno pehoto. Obstaja še veliko drugih dokumentiranih primerov uporabe biološkega orožja v antičnem času.

### Srednji vek
V času srednjega veka so bila trupla žrtev bubonske kuge uporabljena kot orožje, katera so s pomočjo katapultov metali preko zidov obleganega gradu. Na osnovi dokumenta iz 14. stoletja, katerega avtor je Genoese Gabriele de’ Mussi, naj bi tatarsko obleganje Kaffe, mesta na Krimskem polotoku, bilo vzrok za nastop t. i. črne smrti, ki se je razširila po Evropi in Mediteranu ter pobila velik del prebivalstva, pri čemer so bila kot biološko orožje uporabljena trupla vojakov zlate horde.
Pri obleganju gradu Thyne Levesque (danes Thun l’Eveque) leta 1340 med stoletno vojno so napadalci katapultirali trupla živali na oblegana mesta. Kot orožje so pogosto katapultirali tudi vsebino greznic; primer tega je spopad med protestantskimi Husiti in vojsko katoliškega kralja Sigismunda Luksemburškega v bitki za Karlštejnski grad.
Leta 1422, med obleganjem Karlsteinskega gradu v Bohemiji, so husitski napadalci uporabljali katapulte za metanje trupel in živalskega gnoja preko zidov gradu.
Zadnji znani incident z uporabo trupel kot orožja se je zgodil leta 1710 pri napadu ruskih sil na mesto Reval (danes Talin). Leta 1785 so med obleganjen mesta La Calla tunizijske sile metale okužene obleke na mesto.

### Moderna doba

#### Evropsko osvajanje novega sveta
Smrtonosnost patogenov, med katerimi so nekateri uporabljeni tudi kot biološko orožje in hkrati njihova pomembnost v človeški zgodovini, se kaže predvsem v evropskem osvajanju novega sveta, tj. Severne in Južne Amerike, zaradi česar je umrlo več milijonov Indijancev, veliko več kot pa zaradi samih vojaških spopadov s španskimi, portugalskimi, angleškimi in francoskimi vojaškimi odpravami.
Vzrok za tako obsežne epidemije leži v dejstvu, da so Evropejci že tisočletja živeli v stiku z udomačenimi živalmi, ki so bile hkrati prenašalci različnih patogenov - proti slednjim so Evropejci razvili imunsko odpornost, ameriški staroselci pa zaradi odsotnosti teh živalskih vrst v naravnem okolju niso imeli stikov s patogeni in s tem možnosti za razvoj odpornosti. Za najbolj smrtonosne so se izkazali povzročitelji črnih koz, ošpic, gripe in tifusa, pa tudi davice, malarije, mumpsa, oslovskega kašlja, kuge, tuberkuloze in rumene mrzlice; povzročitelji črnih koz in kuge so uporabljeni tudi v modernem biološkem orožju.
V prvih desetletjih osvajanja uporaba patogenov ni bila namerna, pač pa so bile okužbe, ki so se razvile v epidemije, rezultat stika indijanskih ljudstev z okuženimi trupli, predmeti, ljudmi in živalmi. Znana primera sta Cortésovo osvajanje azteškega imperija in Pizarrovo osvajanje inkovskega. Leta 1519 je Hernán Cortés pristal na obali Mehike s svojo odpravo, ki je štela 600 mož. Odločilno prednost v boju proti Aztekom so prinesle predvsem črne koze, ki so leta 1520 povzročile epidemijo, ki je pobila skoraj polovico vseh prebivalcev, vključno s cesarjem Cuitláhuacom; zaradi različnih epidemij je do leta 1618 na območju današnje Mehike število prebivalcev upadlo z začetnih 20 milijonov na okoli 1,6 milijona. Podobno se je zgodilo Pizarrovim osvajanjem inkovskega imperija, kjer je prav tako izbruhnila epidemija črnih koz leta 1526 in pobila večino tamkajšnega prebivalstva. Patogeni so se razširili tudi na Severno Ameriko, kamor so jih prinesli okuženi obalni Indijanci z južnih območij. Hernando de Soto, ki je leta 1540 kot prvi evropski osvajalec prispel na jugovzhod današnjih ZDA, je naletel na številna zapuščena indijanska mesta, katerih prebivalstvo so dve leti prej pomorile epidemije. Po nekaterih ocenah naj bi bilo celotno zmanjšanje indijanske populacije v novem svetu v stoletju ali dveh po Kolumbovem odkritju do 95 %.
Kljub pomanjkanju zgodovinskih dokazov pa obstaja en dokumentirani poskus biološkega vojskovanja iz tistih časov. Leta 1763 med zavzetjem utrdbe Fort Pitt med Pontiacovim uporom, pozno v Francoski in indijanski vojni, je bila ideja glavnih pobudnikov, britanskega poveljnika lorda Jeffreya Amhersta in švicarsko-britanskega polkovnika Henrya Bouqueta, okužiti Indijance s pomočjo podtaknjenjih odej, okuženih z virusi črnih koz. Spoznanje o britanskih in ameriških namenih biološkega vojskovanja v boju proti Indijancem je še vedno prisotno v popularni kulturi in ustnih izročilih nekaterih indijanskih plemen.

#### 20. stoletje

##### Prva svetovna vojna
Med prvo svetovno vojno je Nemško cesarstvo razvijalo program biološkega vojskovanja. Razvili so patogene antraksa, smrkavosti, kolere, kuge ter pšenične glive. Po nekaterih podatkih naj bi bile okužbe ljudi s kugo v Sankt Peterburgu in mul s smrkavostjo na območju današnjega Iraka namerno povzročene kot del tega programa. Poleg tega je generalštab nemške vojske s pomočjo diplomatskih kurirjev oskrboval saboterje na Finskem ter v takrat nevtralni Romuniji, Argentini in ZDA z namenom preprečevanja oskrbe zavezniških sil z živino in kmetijskimi pridelki.
Na Finskem, ki je v tistem času imela status avtonomne Velike vojvodine in je bila pod ruskim vojaškim nadzorom, se je zaradi strogih rusifikacijskih programov začel močno krepiti nacionalizem. Glavno vlogo v biološkem in gverilskem vojskovanju finskih borcev za svobodo v času prve svetovne vojne je imel baron Otto Carl Robert von Rosen, bivši poročnik v švedski vojski, ki je v Finski delal od leta 1912. Njegov način bojevanja proti ruskim silam je vključeval povzročanje epidemij antraksa v lokalnih ruskih garinzonih s podtikanjem sladkornih kock, ki so vsebovale spore bakterij antraksa, v krmo konjev ruske vojske. Na ta način so se okužili konji, z njimi pa tudi vojaki. Rezultat von Rosenovega biološkega vojskovanja ni znan, saj sta ga zasenčili februarska in oktobrska revolucija v Rusiji ter finska razlasitev neodvisnosti.
Nemški vohun in ameriški državljan, dr. Anton Casimir Dilger, je vzpostavil skrivni laboratorij v kletnih prostorih sestrine hiše v Checy Chasu (Maryland), kjer je proizvajal in gojil patogene smrkavosti za okuženje živine v pristaniščih in celinskih zbiralnih točkah v mestih Newport News (Virginija), Norfolk, Baltimore in New York ter verjetno St. Louis in Covington. V Argentini so nemški agentje domnevno uporabili isto vrsto patogenov v pristanišču Buenos Ariesa ter pšenične glive za uničenje pridelkov pšenice.
Z Ženevskim protokolom, podpisanim leta 1925, je mednarodna skupnost prepovedala uporabo biološkega in kemičnega orožja, vendar protokol ni vključeval prepovedi proizvodnje, gojenja ali prodaje, kar so dodali v kasnejših dogovorih.

##### 1937–1945
Med drugo kitajsko-japonsko vojno in drugo svetovno vojno je enota 731 Japonske cesarske vojske opravljala poskuse na ljudeh, največ na kitajskih, ruskih in ameriških zapornikih. V vojaških operacijah je japonska vojska uporabila biološko orožje na kitajskih vojakih in civilistih. Leta 1940 je bombardirala Ningbo z bombami, napolnjenimi z živalskimi prenašalci bubonske kuge. Na mednarodnem simpoziju o zločinih biološkega vojskovanja leta 2002 je bilo ocenjeno, da je za posledicami namerno povzročenih epidemij bubonske kuge, kolere, antraksa in drugih bolezni umrlo okoli 580.000 kitajskih civilistov ter vojakov, nekateri viri pa omenjajo 200.000 žrtev. Med Khabarovskim procesom so nekateri obtoženci, kot je major general Kiyashi Kawashima, priznali, da je leta 1941 okoli 40 pripadnikov enote 731 sprožilo epidemijo kuge v mestu Changde. Trije veterani Enote 731 so v intervjuju leta 1989 priznali, da so bili med bitko za Khalkhin Gol udeleženi v poskusu okuženja reke Horustein blizu sovjetskih položajev. ZDA so generalpodpolkovniku Shiru Ishii podelili imuniteto pred obtožbami za vojne zločine v zameno za informacije o delovanju in raziskavah Enote 731.
Kot odgovor na razvoj biološkega orožja na Japonskem in verjetno v Nemčiji so ZDA, Združeno kraljestvo in Kanada začele razvoj lastnega orožja leta 1941, katerega rezultat je bil razvitje patogenov tularemije, antraksa, bruceloze ter botulinskega toksina v vojaške namene. V ZDA je bil center razvoja Fort Detrick (Maryland), nekatere poskuse pa so opravili tudi v kompleksu za proizvodnjo streliva v Terre Haut (Indiana), v objektu Dugway Proving Grounds (Utah) in na otoku Horn v Misisipiju. V Veliki Britaniji je bila večina poskusov opravljena v Porton Downu. Kot posledica testiranja antraksa je bil otok Gruinard v karanteni 48 let, nakar so ga v letih 1986-1990 dekontaminirali z velikimi količinami formaldehida.

##### 1946–1972
V poročilu Rdečega križa, izdanim 50 let po izraelski osamosvojitveni vojni leta 1948, so opazovalci izrazili sum uporabe salmonele za okuženje vodnih zalog mesta Akre s strani judovske paravojaške organizacije Haganah. Egipčanski vojaki so 23. maja 1948 v Gazi zajeli haganske vojake blizu vodnjakov in jih po sojenju usmrtili zaradi poskusa povzročitve epidemije salmoneloze. Izrael je vse obtožbe o uporabi biološkega orožja zanikal.
Leta 1952 so pripadniki odporniškega gibanja Mau Mau v Keniji pobili 33 krav z uporabo toksina lokalne strupene rastline.
Med hladno vojno so ZDA, Sovjetska zveza in druge države razvijale biološko orožje. V strahu pred sovjetskim oboroževanjem so ameriških znanstveniki začeli razvijati antibiotike in cepiva proti patogenom. K razvoju so prispevali ameriški prostovoljci, člani protestantske organizacije Adventisti sedmega dne in nasprotniki vojne, ki so se v zameno za oprostitev obveznega služenja vojaškega roka dali prostovoljno testirati v namene obrambe proti biološkemu orožju. Testiranja, ki so se odvijala v letih od 1954-1973 v Fort Detricku, so postala znana pod imenom Operacija Beli plašč (ang. Whitecoat). Večina rezultatov testiranja ostaja vojaška skrivnost, čeprav je USAMRIID (Medicinski raziskovalni inštitut ameriške vojske za nalezljive bolezni) zatrjeval, da so testiranja pomembno prispevala k razvoju cepiv za rumeno mrzlico, hepatitis, vročico Q, mrzlico doline Rift in tularemijo ter zaščitne opreme in razkužilnih postopkov.
Kljub incidentu v izraelski osamosvojitveni vojni in raziskavam v hladni vojni pa v splošnem velja, da po drugi svetovni vojni bojne uporabe biološkega orožja ni bilo, čeprav je prišlo do obtožb s strani Kitajske in Severne Koreje o uporabi orožja v Korejski vojni in Kube o namernem razširjanju človeških in živalskih bolezni na njenem ozemlju. Nekateri dokumenti nakazujejo na to, da so bile obtožbe dezinformacija sovjetskih sil.
V letih od 1951 do 1954 je ameriška vojska simulirala napad z biološkim orožjem na večja mesta za ugotavljanje šibkosti pri obrambi, pri čemer so bili uporabljeni nenevarni mikrobi. Podoben test so opravili leta 1966 na podzemeljski železnici New Yorka. V času korejske vojne so za potrebe biološkega vojskovanja razvili le bakterijo Brucella suis, ki povzroča brucelozo, za uporabo v bombah M114, submuniciji kasetnih bomb M33. Kljub temu pa so bile bombe, ki naj bi jih ameriška vojska uporabila v vojni, bolj podobne keramičnim posodam, ki jih je uporabljala japonska vojska proti Kitajcem v drugi svetovni vojni.
Med Vietnamsko vojno so vietkongovski gverilci uporabljali pasti v obliki naostrenih kolov, katerih konice so namazali z živalskim gnojem za povzročitev okužb ran.
Richard Nixon je novembra 1969 podpisal ukaz, s katerim se je ustavila proizvodnja biološkega orožja, raziskave pa so odtlej bile namenjene le obrambnim namenom. Večina zalog orožja je bilo uničenih, približno 2200 raziskovalcev pa je bilo odpuščenih.

##### Konvencija o biološkem orožju
Leta 1972 so ZDA podpisale Konvencijo o biološkem in toksičnem orožju, ki je prepovedovala razvoj, proizvodnjo in kopičenje zalog patogenih mikrobov ali njihovih toksinov, razen za obrambne in miroljubne namene. Do leta 1996 je konvencijo podpisalo 137 držav, med drugim tudi Slovenija.
Kljub podpisu je prišlo do več incidentov z uporabo orožja. Sovjetska zveza je nadeljevala z raziskavami in proizvodnjo orožja v skrivnih laboratorijih, znanih pod imenom Biopreparat, kar je bilo javnosti razkrito po imigraciji dr. Vladimirja Pasečnika leta 1989 in dr. Kanatjana Alibekova leta 1992 v ZDA. Leta 1978 je bil na bolgarskega disidenta Georgi Markovega izvršen atentat z uporabo improvizirane naprave v obliki dežnika, v kateri so bile manjše količine ricina; po preiskavi je bil sprejeti sklep, da je bil atentator najverjetneje sovjetski agent. Do kršitev je prišlo tudi v Laosu, Kambodži in Afganistanu v sredini 70. in začetku 80. let zaradi uporabe aerosolizirane oblike mikotoksina T-2, (t. i. rumenega dežja oziroma angleško yellow rain), pri čemer je umrlo več tisoč ljudi. Med operacijo Puščavski vihar je bližini oporišča ameriške vojske v Savdski Arabiji eksplodirala iraška raketa, ki je vsebovala mikotoksine T-2, zaradi česar je nekaj vojakov zbolelo za sindromom zalivske vojne.
Leta 1991, po Zalivski vojni, so preiskovalci OZN-a v Iraku razkrili podatke o proizvodnji okoli 19.000 litrov koncentriranega botulina, kar je trikrat toliko kot bi bilo potrebno za pobitje celotne populacije ljudi na Zemlji preko inhalacije. Od tega naj bi bilo približno 10.000 litrov uporabljenih v bombah, balističih raketah, raketah kalibra 122 mm in topovskih granatah. Poleg botulina je bilo v strelivu uporabljeno tudi več tisoč litrov koncentriranih spor antraksa in aflatoksinov. Glede na poročilo preiskovalne skupine OZN-a je Irak popolnoma opustil program biološkega orožja v letih 1995 in 1996, vsi proizvodni obrati in zaloge orožja pa so bili uničeni.

## Bioterorizem
Enotna definicija bioterorizma ne obstaja, vendar je v splošnem bioteroristični napad namerna in nezakonita uporaba oziroma grožnja z uporabo virusov, bakterij in drugih mikroorganizmov za povzročitev bolezni ali smrti ljudi, živali ali rastlin, z namenom pospeševanja političnih, religijskih, ideoloških, ekoloških in socialnih ciljev. Navadno so povzročitelji že prisotni v naravi, vendar se jih lahko obdela za povečanje učinkovitosti, natančneje za povečanje kužnosti in smrtnosti, odpornosti proti zdravilom in lažjega razširjanja v okolju. Možnosti uporabe so predvsem sprostitev patogenov v zrak in kontaminacija hrane ali vode. Za teroristične namene so verjetno uporabni zaradi težavnosti pri odkrivanju patogenov ter zapoznelega delovanja - inkubacijske dobe, ki traja od nekaj ur do nekaj dni. Nekateri patogeni, kot je virus črnih koz, se lahko prenašajo s človeka na človeka, drugi, kot so bakterije antraksa, pa ne oziroma za njih prenos ni dokazan.
Uporaba biološkega orožja je za bioterorizem ugodna tudi zaradi relativno lahke in poceni pridobitve oziroma proizvodnje ter uporabe. Pomemben je tudi psihološki učinek, s pomočjo katerega lahko teroristi sprožijo masoven preplah in družbene nemire. Nazoren primer tega je odkritje paketa z domnevnimi povzročitelji antraksa v centru Washingtona, D.C. leta 1997: sumljivi paket je v resnici vseboval manj patogeni Bacillus cereus, vendar je bil promet v okolici odkritja popolnoma ohromljen za več kot 8 ur.
Od leta 1980 so številni primeri bioterorizma ostali le v obliki groženj z uporabo orožja ali pa so napadi bili pravočasno ustavljeni z aretacijami osumljencev, hišnimi preiskavami in zasegom zalog orožja. 
Kronologija pomembnejših primerov bioterorizma:
- Japonska, december 1964 - marec 1966: dr. Suzuki M., bakteriolog, naj bi bil povezan z okužbami 200-400 ljudi in 4 smrtnimi primeri s šigelo in salmonelo[49]
- Oregon, september in oktober 1984: privrženci Bhagwan Shree Rajneesha okužijo hrano s salmonelo v desetih solatnih barih, zaradi česar zboli 751 ljudi[49][53]
- Tokio, 1994: poskus uporabe aerosoliziranega antraksa privržencev japonske sekte Aum Šinrikjo[49]
- Dallas (Teksas), 1996: Thompson D., laboratorijski tehnik, namerno okuži 12 sodelavcev s Shigella dysenteriae[49]
- ZDA, 2001: pisma s sporami antraksa so bila dostavljena na različne vladne in medijske urade, zaradi česar je bilo okuženih 23 ljudi, od katerih jih je 5 umrlo[53]
- London, 2003: aretacija šestih terorističnih osumljencev, ki naj bi proizvajali ricin[54]
- ZDA, oktober in november 2004: odkritje ricina v pismih[55][56]

## Biološki povzročitelji
Čeprav obstaja več kot 1200 patogenov in drugih manjših organizmov, ki bi lahko povzročili bolezen ali smrt, je le majhno število le-teh uporabnih za namene biološkega orožja. Slednje določa predvsem enostavnost pri pridobitvi, obdelavi in uporabi povzročiteljev, stopnja kužnosti in smrtnosti ter nedostopnost cepiva ali ustrezna dovzetnost za okužbo. Ugoden je prenos na želena območja v obliki aerosola.
Kljub nekaterim tehnološkim problemom pri uporabi (npr. velikost aerosolnih delcev), nevarnosti samookužbe ter vpliva okolja (dež, ultravijolična svetloba iz Sonca) lahko v primerjavi s kemičnim orožjem le majhne količine oslabijo ali pobijejo več sto tisoč ljudi v mestnem območju. Poleg tega delujejo na geografsko širšem območju v daljšem časovnem obdobju in jih je težko zaznati ali se zaščiti pred njimi zaradi premajhne velikosti za razločevanje z očesom ter odsotnosti okusa in vonja.
Po klasifikaciji ameriškega Centra za nadzor in preprečevanje bolezni (CDC) so patogeni glede na kužnost, stabilnost v okolju, težavnost proizvodnje in prenosa, možnost prenosa med ljudmi, potenciala za povzročitev javnega preplaha, učinka na javno zdravstvo ter druge kriterije razdeljeni na tri glavne skupine. Skozi čas se lahko seznam zaradi različnih razlogov spreminja, poleg tega pa je spodnji seznam osnovan v glavnem po kriteriju CDC, zato lahko prištevamo še razne druge biološke povzročitelje in toksine, kot so Listeria monocytogenes, Corynebacterium diphtheriae (povzroča davico) ter T-2 mikotoksin in saksitoksin.

### Skupina A
Največjo prioriteto imajo povzročitelji, ki se z lahkoto prenašajo in razširjajo med ljudmi, povzročijo visoko stopnjo smrtnosti in s tem preplah v javnosti ter družbene nemire. Zaradi tega zahteva ta vrsta povzročiteljev posebne priprave javnega zdravstva. Včasih se povzročitelje iz te skupine poimenuje s skupnim imenom »velikih šest«.
| znanstveno ime povzročitelja/ev oz. toksina                 | Vrsta mikroorganizma oz. izvor toksina | Povzročena bolezen                | Pot okužbe                                              | Klinični znaki in simptomi                                                                              |
| ----------------------------------------------------------- | -------------------------------------- | --------------------------------- | ------------------------------------------------------- | --- |
| Bacillus anthracis                                          | bakterija                              | antraks (vranični prisad)         | koža in inhalacija, redkeje zaužitje                    | v splošnem utrujenost in vročina, sicer pa odvisno od tipa (pri kožnem rane s črnim nekrotičnim tkivom) |
| Yersinia pestis                                             | bakterija                              | kuga                              | ugriz oz. pik živalskih vektorjev, inhalacija, zaužitje | vročina, otekle in boleče bezgavke, pljučnica                                                           |
| Francisella tularensis                                      | bakterija                              | tularemija                        | kožne rane, zaužitje                                    | kožni izpuščaji, otekle bezgavke, vročina, glavobol, mišične bolečine                                   |
| Variola major                                               | virus                                  | črne koze                         | inhalacija, redkeje koža                                | kožni izpuščaji, vročina, glavobol, bruhanje                                                            |
| botulin                                                     | Clostridium botulinum                  | botulizem                         | inhalacija in zaužitje                                  | prebavne motnje, mišična oslabelost, oteženo požiranje in govorjenje, zamegljen vid                     |
| Filoviridae (Ebola, Marburg) in Arenaviridae (Lassa, Junin) | virusi                                 | različni tipi hemoragičnih mrzlic | inhalacija                                              | notranje krvavitve, vročina, nizek krvni tlak, včasih vpliva tudi na živčevje, jetra in pljuča          |

Vir: 

### Skupina B
Drugi po prioriteti so povzročitelji, ki se razširjajo razmeroma hitro, obolevnost in smrtnost pa sta zmerni. Potrebna so dodatna usposabljanja za diagnostiko. Poseben primer predstavlja rastlinski toksin ricin, ki ga v nekaterih literaturah zaradi strupenosti, dostopnosti in stabilnosti uvrščajo v skupino A, kar bi sestavljalo t. i. skupino »velikih sedem«.
| Znanstveno ime povzročitelja/ev oz. toksina | Vrsta mikroorganizma oz. izvor toksina | Povzročena bolezen                | Pot okužbe                                                 | Klinični znaki in simptomi                                                                                              |
| ------------------------------------------- | -------------------------------------- | --------------------------------- | ---------------------------------------------------------- | --- |
| Vibrio cholerae                             | bakterija                              | kolera                            | zaužitje                                                   | diareja, bruhanje, glavobol                                                                                             |
| Coxiella burnetti                           | bakterija                              | vročica Q                         | inhalacija                                                 | vročina, potenje, glavobol                                                                                              |
| Shigella                                    | bakterije                              | šigeloza (bacilarna griža)        | zaužitje                                                   | diareja s prisotnostjo krvi                                                                                             |
| Brucella                                    | bakterije                              | bruceloza                         | zaužitje nesteriliziranega mleka ali mesa okuženih živali  | vročina, utrujenost, znojenje, izguba apetita in mišične ali sklepne bolečine                                           |
| Cryptosporidium parvum                      | protist                                | kriptosporidioza                  | zaužitje okužene vode                                      | diareja, bolečine v želodcu, bruhanje                                                                                   |
| Escherichia coli O157:H7                    | bakterija                              | enterohemoragična diareja         | zaužitje okužene hrane                                     | diareja s prisotnostjo krvi, občasno odpoved ledvic                                                                     |
| Alfavirus                                   | virusi                                 | različni tipi encefalitisa        | ugriz oz. pik živalskih vektorjev                          | glavobol, vročina, fotofobija, togost udov in upočasnjene motorične dejavnosti                                          |
| Salmonella                                  | bakterije                              | različni tipi salmoneloze         | zaužitje                                                   | slabost, bolečine v trebuhu, povišana telesna temperatura, diareja                                                      |
| ricin                                       | Ricinus communis (rastlina)            |                                   | zaužitje, inhalacija                                       | obsežna diareja |
| Burkholderia mallei                         | bakterija                              | smrkavost                         | zaužitje                                                   | kašelj, vročina, kužne razjede v nosu in po koži, pozneje septikemija                                                   |
| Burkholderia pseudomallei                   | bakterija                              | melioidoza oz. Whitmorova bolezen | koža, inhalacija                                           | kašelj, pljučnica, kužne razjede na koži, bolečine v prsnem košu, kosteh ali sklepih                                    |
| Chlamydia psittaci                          | bakterija                              | psitakoza                         | inhalacija in zaužitje, še posebej v bližini obolelih ptic | pljučnica, bolečine v hrbtu, vratu in sklepih, utrujenost, kašelj, lahko tudi prebavne motnje in bledo rožnati izpuščaj |
| stafilokokni enterotoksin B (SEB)           | Staphylococcus aureus                  |                                   | zaužitje okužene hrane                                     | slabost, bruhanje, diareja                                                                                              |
| Rickettsia prowazekii                       | bakterija                              | pegavica                          | živalski vektorji (Pediculus humanus)                      | vročina, glavobol, bolečine v mišicah, kožni izpuščaji, znižani krvni tlak, občutljivost na svetlobo, delirij, stupor   |

Vir: 

### Skupina C
Tretji po prioriteti so povzročitelji, ki so potencialni kandidati za biološko orožje v prihodnosti zaradi lahke dostopnosti, nezahtevnosti gojenja in širjenja ter potencialno velike obolevnosti in smrtnosti.
| Znanstveno ime povzročitelja/ev oz. toksina | Vrsta mikroorganizma oz. izvor toksina | Povzročena bolezen                       | Pot okužbe                                       | Klinični znaki in simptomi |
| ------------------------------------------- | -------------------------------------- | ---------------------------------------- | ------------------------------------------------ | --- |
| Hantavirus                                  | virusi                                 | hemoragična mrzlica z renalnim sindromom | inhalacija                                       | slabost, diareja, bolečine v trebuhu in hrbtu, znojenje, vročina, težave z dihanjem in prebavo, kasneje proteinurija, tahikardija, hiposkemija, odpoved ledvic |
| Nipahvirus                                  | virus                                  |                                          | zaužitje                                         | vročina, glavobol, zaspanost |
| Alfavirus                                   | virusi                                 | klopni meningoencefalitis                | ugriz klopa Ixodes persulcatus in Ixodes ricinus | hkratni znaki meningitisa in encefalitisa |
| pripadnik družine Bunyaviridae              | virus                                  | krimsko-kongoška hemoragična mrzlica     | ugriz klopa, stik z okuženo krvjo                | spremenljivo razpoloženje, zmedenost, tesnoba, krvavitev iz nosu, krvavi urin, melena, bolečine v predelu jeter                                                |

Vir: 

## Agroterorizem
Agroterorizem je v splošnem podvrsta bioterorizma, v kontekstu ogrožanja državne varnosti pa je namerno povzročenje živalskih ali rastlinskih bolezni za povročitev javnega preplaha, ekonomskih izgub (npr. zmanjšanje zalog hrane) in politične nestabilnosti v napadeni državi. Kmetijstvo ima številne značilnosti, zaradi katerih je še posebej ranljivo, in sicer je kmetijska proizvodnja geografsko razširjena na relativno nezaščitenih območjih, živina je večinoma skoncentrirana na enotni lokaciji, naravne bariere proti patogenom so porušene zaradi umetne selekcije organizmov in obdelave hrane, prisotnost ali sum bolezni lahko popolnoma zaustavi izvoz kmetijskih izdelkov za daljše časovno obdobje in število živalskih ter rastlinskih patogenov je večje od človeških.
Namen uničevanja živine bi bil predvsem zmanjšanje zalog hrane in/ali zmanjšanje izvoza živalskih produktov (npr. volna, kože ter bioloških medicinskih izdelkov, kot so cepiva, adrenalin, insulin in kortizon), kar bi močno zamajalo ekonomsko moč države. Primeri takih živalskih bolezni bi lahko bile slinavka in parkljevka, goveja kuga, prašičja kolera in bolezen Newcastle. Nazoren primer ekonomske izgube, četudi je bil posledica naravnih dejavnikov in ne namernega škodovanja, je širjenje afriške svinjske mrzlice iz Afrike na Iberski polotok v poznih 50-ih letih dvajsetega stoletja, kar je povzročilo letno škodo okoli 9 milijonov US$. Nekateri sevi živalskih patogenov, uporabljenih v biološkem orožju, povzročajo podobne bolezni kot človeški sevi (npr. bakterija Francisella tularensis povzroča tularemijo tako pri udomačenih zajcih kot pri ljudeh), kar je le odraz tesnih stikov človeka z živalmi pri udomačevanju in kmetovanju skozi zgodovino.
Namen uničevanja žitaric in drugih kulturnih rastlin je prav tako predvsem povzročitev ekonomske škode, predvsem zmanjšanje zalog hrane. Tako sta vladi ZDA in Združenega kraljestva proti koncu 2. svetovne vojne načrtovali uničenje japonskih riževih nasadov z glivo Helminthosporium oryzae van Brede de Haan, vendar sta načrt opustili, predvsem zaradi večje učinkovitosti konvencionalnega orožja (npr. zažigalnih bomb) in ne toliko zaradi zakonskih omejitev ter moralnih predsodkov. Obstajajo tudi ugibanja o tem, da naj bi t. i. skupina The Breeders v poznih 80-ih letih dvajsetega stoletja v Kaliforniji namerno razširjala breskove muhe (Ceratitis capitata) zaradi določenih političnih razlogov, saj se je škodljivec kljub naporom za njegovo uničenje pojavljal na novih in nenavadnih mestih po celotni državi. Obstaja veliko rastlinskih patogenov (večinoma gliv), potencialno uporabnih kot biološko orožje (našteti so le nekateri pomembnejši):
| Slovensko ali znanstveno ime povzročitelja | Napadena vrsta ali skupina rastlin               |
| ------------------------------------------ | ------------------------------------------------ |
| bela gniloba                               | stročnice, sončnice, zelenjava                   |
| rumena rja in žitna progasta rja           | žitarice, še posebej pšenica, oves, ječmen in rž |
| Tilletia indica                            | vse vrste pšenice                                |
| siva riževa pegavost                       | riž                                              |
| Colletotrichum coffeanum                   | kavovec                                          |
| rdeča pegavost borovih iglic               | iglavci                                          |
| hrušev ožig                                | jablane in hruške                                |
| Puccinia erianthi                          | krompir in paradižnik                            |

## Načini uporabe biološkega orožja
Najučinkovitejši način je razpršenje aerosolnih delcev, ki vsebujejo patogene mikrobe, s pomočjo letal. Delci morajo biti velikosti 1-5 μm za učinkovit prodor patogenov v človeško telo prek pljuč; premajhni delci bodo v relativno velikih količinah izdihani, prevelike pa bo zajela sluz, ki se sproti odstranjuje iz dihal. Običajne škropilce pesticidov se tudi lahko predela za proizvajanje delcev takšnih velikosti.
Manj učinkovit, vendar tudi verjeten način, je uporaba eksplozivnih naprav, ki vsebuje patogene (npr. topovske granate, rakete, »umazane« bombe), vendar po eksploziji ostane v povprečju manj kot 5 % patogenov, ki so zmožni povzročiti obolenje ali smrt.
Zastrupitev hrane in vode s patogeni je malo verjetna zaradi potreb po velikih količinah le-teh za povzročenje želenega učinka v kratkem času, prav tako pa je malo verjeten prenos preko kožnega stika zaradi učinkovite nevtralizacije z milom ali raztopinami z nizkimi koncentracijami klora. Ta način bi bil lahko primeren za atentate na posameznike. Relativno učinkovit bi bil lahko tudi prenos s pomočjo živalskih vektorjev (najverjetneje žuželk), vendar jih je težko nadzirati, poleg tega pa obstaja možnost nastanka naravnih rezervoarjev bolezni, zaradi česar bi vektorji predstavljali le potencialni izvor za izbruh določene bolezni na napadenem območju.
V prihodnosti bo po vsej verjetnosti urbano bojevanje zamenjalo tradicionalna bojišča zaradi naraščajoče urbanizacije, kar pomeni, da je tako v primeru bioterorizma kot tudi vojaških operacij verjetnost uporabe in hkrati nevarnost biološkega orožja toliko večja, predvsem zaradi kombinacije goste poselitve in medsebojnih prenosov patogenov.
Najučinkovitejši čas napada bi bil nočni čas ali zgodnje jutro, saj UV svetloba podnevi uniči patogene, poleg tega pa bi se zaradi temperaturne inverzije kužni aerosol skupaj s hladnim zrakom pomaknil na nižja in gostejše poseljena območja. Na mikrobe in njihove toksine vplivajo tudi drugi okoljski dejavniki, kot sta količina kisika v zraku in stopnja vlažnosti.
Poseben primer predstavlja kombinirana oz. sočasna uporaba orožij za množično uničevanje. Tovrstni način uporabe bi dodatno otežil diagnozo oz. vzrok bolezni (etiologijo) ter ohromil zdravstveni sistem. V preteklosti je veliko držav eksperimentiralo z uporabo biološkega in kemičnega orožja, v današnjem času pa predstavlja največjo nevarnost kombinacija uporabe biološkega orožja in detonacija jedrskega orožja ali sabotaža jedrske elektrarne. V tem primeru bi biološki povzročitelji imeli večji učinek, saj bi jedrska eksplozija in radioaktivnost uničila zdravstveno infrastrukturo, poleg tega pa bi radiaktivnost močno oslabila imunski sistem preko uničenja sluznice prebavil ter obrambnih krvnih celic.
Svetovna zdravstvena organizacija (WHO) je leta 1970 ocenila, da bi 50 kg aerosola s sporami antraksa, dostavljenim z letalom ob idealnih vremenskih pogojih, lahko pobilo skoraj polovico vseh prebivalcev v mestu s 500.000 prebivalci, v primeru patogenov tularemije pa eno tretjino vseh prebivalcev.

### Protimaterialna uporaba
Določene mikrobe bi se lahko uporabilo tudi za uničevanje materialov, kar bi povzročilo ekonomsko škodo ali pa oslabilo vojaško moč države; omenjeni način uporabe sega izven okvirjev definicije biološkega orožja, ki je sicer namenjeno za uničevanje žive sile. Tako nekatere glive uničujejo izdelke iz gume in usnja, zaradi česar so izdelki neuporabni za izvoz, nekatere bakterije pa s svojimi kislimi izločki razgrajujejo kovine (npr. korozija kovinskih ovojev streliva bi lahko povzročila prezgodnjo eksplozijo v orožnem sistemu). Nekatere bakterije (npr. streptokoki ter rodova Pseudomonas in Bacillus) izrabljajo naftne derivate kot vir energije, izločajo pa odpadne snovi, ki lahko zamašijo dotok goriva ali olja v motorjih; v primeru napada bi npr. bila vojaška letala, oskrbljena z »onesnaženim« gorivom, neuporabna, s tem pa bi bila obramba napadene države močno oslabljena.

## Preventiva in zaščita
Uporaba biološkega orožja, predvsem s strani terorističnih organizacij, bo najverjetneje tajna in se bo ugotovila po okužbi določene populacije, ko se bodo začeli kazati klinični znaki in simptomi obolenja. Številne značilnosti ločijo namerno uporabo od naravnega izbruha bolezni, in sicer skokovita rast in upad primerov v kratkem času ali pospešena rast primerov, veliko število obolelih ljudi in živali z istimi simptomi na določenem geografskem območju in smrtnih primerov v kratkem času, relativno zaščitni učinek tistih, ki preživijo večino časa doma, ter pojav neznačilnih ali neznanih bolezni z značilnostmi biološkega orožja; primer slednjega bi bil lahko aerosolizirani patogen (antraks, kuga), ki bi povzročil obolenja dihal, čeprav do tega navadno ne pride.
Zgodnje odkrivanje uporabe zato temelji na nadzoru simptomov ogrožene populacije (nenavadno število obolelih in smrtnih primerov, nabava medicinskega materiala, zasedenost sob v bolnišnicah), laboratorijskih podatkov za določeno območje ali direktnem odkrivanju patogenov v okolju. Ameriška vojska je razvila sisteme za odkrivanje potencialnih oblakov patogenov, ki deluje na osnovi odboja infrardeče in ultravijolične svetlobe ter lahko opozori prebivalce območja v dosegu 30 km. Ameriški civilni program Biowatch vključuje 500 zračnih filtrov, ki so razmeščeni pod 31 mestih ZDA in analizirajo zrak vsakih 12 ur. Oblika preventive je tudi nadzor sumljivih organizacij ali držav. V primeru verjetnega obsežnega napada se lahko uvede preventivno cepljenje za prebivalce napadene države oziroma območja.
Poleg kriznega obveščanja prebivalstva spada pod t. i. administrativni nadzor tudi načrtovanje in izvedba evakuacije ter karantene okuženega območja. Nadzor pretoka zraka, zavetišča, zgradbe in vozila, opremljena z zračnimi filtri, predstavljajo tudi učinkovit nadzor, večinsko neodvisen od človeka, ki ne zahteva dodatne osebne zaščite. Morebitne okužbe so večinoma posledica namerne okvare opreme ali slabe kvalitete le-te. Pod osebno zaščito spadata zaščitna obleka in maska oz. respirator z optimalnim rezervoarjem kisika. Med zaščitnimi ukrepi je tako na vojaškem kot tudi na civilnem nivoju pomembna dekontaminacija, pri čemer se lahko uporabi različna razkužila in druga sredstva (npr. oksidante), od uporabe preprostega mila in vode ter domačega belila do izopropil alkohola in vodikovega peroksida; pri tem je pomembno tudi, da se odstrani vsa morebitno okužena oblačila. Zdravljenje okužb poteka enako kot v primeru sporadičnega pojava nalezljive bolezni, tj. vzročno oz. etiološko z antibiotiki, virostatiki ipd., ter simptomatsko, npr. zniževanje vročine z antipiretiki in nadomeščanje elektrolitov.
V modernih vojskah prihaja v ospredje uporaba premičnih laboratorijev za odkrivanje in prepoznavo bioloških povzročiteljev ter kombinacija cepiv in fizične zaščite za obrambo pripadnikov vojske pred tovrstnim orožjem.
Nezadostni zaščitni ukrepi in nadzorni sistemi lahko vodijo v nesrečo velikih razsežnosti, kar dokazuje izbruh antraksa v Sverdlovsku v nekdanji Sovjetski zvezi (danes Jekaterinburg) leta 1979 zaradi neustrezne odstranitve zračnega filtra v vojaškem mikrobiološkem kompleksu. Razsežnosti nesreče niso natančno znane, saj je vso dokumentacijo o incidentu uničil KGB, vendar je ocenjeno število smrtnih žrtev okoli 70.

### Preventiva in zaščita v Sloveniji
V Sloveniji predstavlja sistem spremljanja in nadzora nalezljivih bolezni pomemben del javnega zdravstva. Je sestavni dek programa Centra za nalezljive bolezni Inštituta za varovanje zdravja in mreže območnih Zavodov za zdravstveno varstvo, povezanih v enoto za epidemiološko spremljanje in obvladovanje nalezljivih bolezni.
Na regionalnem nivoju se izvajajo intervencije pri zbolelih, osebah, ki so blizu obolelemu, njegovi okolici, v splošni populaciji ter drugi ukrepi.
Poglavitni predpisi, ki urejajo področje nalezljivih bolezni, so Zakon o nalezljivih boleznih, Pravilnik o prijavi nalezljivih boleznih in posebnih ukrepi za njihovo preprečevanje in obvladovanje, Pravilnik o cepljenju, zaščiti z zdravili in varstvu pred vnosom in razširjanjem nalezljivih bolezni, Program imunoprofilakse in kemoprofilakse (tj. uporaba cepiv in imunoglobulinov za zaščito sprejemljivih oseb proti določeni bolezni ter preprečevanje okužb z zdravili), Pravilnik o pogojih za pripravo in izvajanje programa preprečevanja in obvladovanja bolnišničnih okužb, Zakon o veterinarstvu ter drugi predpisi, ki sta jih sprejela Evropski parlament in Mednarodni zdravstveni pravilnik Svetovne zdravstvene organizacije.